# گروس کونشتدت
گروس کونشتدت (به آلمانی: Groß Quenstedt) یک شهر در آلمان است که در Harz واقع شده‌است. گروس کونشتدت  ۱٬۰۱۳ نفر جمعیت دارد.

## خواهرخوانده
شهر Wathlingen خواهرخواندهٔ گروس کونشتدت هست.